# Conseil d'orientation de l'édition publique et de l'information administrative
Le Conseil d'orientation de l’édition publique et de l’information administrative (COEPIA) est un organisme consultatif français créé en 2010 et renouvelé en 2015 constitué de 45 membres qui évalue et conseille les acteurs publics en matière de publications administratives, d'information et de renseignements administratifs ainsi que de mise à disposition des données publiques.